# Ministre-président du gouvernement flamand
Le ministre-président du gouvernement flamand (en néerlandais : Minister-president van de Vlaamse Regering) est le chef du gouvernement de la Communauté flamande et de la Région flamande.

## Nomination

### Procédure
Le ministre-président est désigné par le gouvernement communautaire et régional en son sein, selon la règle du consensus. Si celui-ci ne peut être dégagé, le ministre-président est élu au scrutin secret et à la majorité absolue.
L'élection est ratifiée par le roi des Belges.

## Titulaires
| Titulaire          | Titulaire                    | Parti | Mandat                                                          | Gouvernement     | Coalition                        | Législature |
| ------------------ | ---------------------------- | ----- | --------------------------------------------------------------- | ---------------- | -------------------------------- | ----------- |
|                    | Gaston Geens (1931-2002)     | CVP   | 22 décembre 1981 – 21 janvier 1992 (10 ans et 30 jours)         | Geens I          | CVP, SP, PVV, VU                 | 1re         |
| Geens II           | Gaston Geens (1931-2002)     | CVP   | 22 décembre 1981 – 21 janvier 1992 (10 ans et 30 jours)         | CVP, PVV         | 2e                               |             |
| Geens III          | Gaston Geens (1931-2002)     | CVP   | 22 décembre 1981 – 21 janvier 1992 (10 ans et 30 jours)         | CVP, PVV         | 3e                               |             |
| Geens IV           | Gaston Geens (1931-2002)     | CVP   | 22 décembre 1981 – 21 janvier 1992 (10 ans et 30 jours)         | CVP, SP, PVV, VU | 3e                               |             |
|                    | Luc Van den Brande (1945-)   | CVP   | 21 janvier 1992 – 13 juillet 1999 (7 ans, 5 mois et 22 jours)   | Van den Brande I | CVP, SP                          | 4e          |
| Van den Brande II  | Luc Van den Brande (1945-)   | CVP   | 21 janvier 1992 – 13 juillet 1999 (7 ans, 5 mois et 22 jours)   | CVP, SP, VU      |                                  | 4e          |
| Van den Brande III | Luc Van den Brande (1945-)   | CVP   | 21 janvier 1992 – 13 juillet 1999 (7 ans, 5 mois et 22 jours)   | CVP, SP, VU      |                                  | 4e          |
| Van den Brande IV  | Luc Van den Brande (1945-)   | CVP   | 21 janvier 1992 – 13 juillet 1999 (7 ans, 5 mois et 22 jours)   | CVP, SP          | 5e                               |             |
|                    | Patrick Dewael (1955-)       | VLD   | 13 juillet 1999 – 11 juin 2003 (3 ans, 10 mois et 29 jours)     | Dewael           | SP, VLD, Agalev, VU              | 6e          |
|                    | Bart Somers (1964-)          | VLD   | 11 juin 2003 – 20 juillet 2004 (1 an, 1 mois et 9 jours)        | Somers           | SP, VLD, Agalev, SPIRIT          | 6e          |
|                    | Yves Leterme (1960-)         | CD&V  | 20 juillet 2004 – 28 juin 2007 (2 ans, 11 mois et 8 jours)      | Leterme          | CD&V-N-VA, Sp.a-SPIRIT, Open VLD | 7e          |
|                    | Kris Peeters (1962-)         | CD&V  | 28 juin 2007 – 25 juillet 2014 (7 ans et 27 jours)              | Peeters I        | CD&V-N-VA, Sp.a-SPIRIT, Open VLD | 7e          |
| Peeters II         | Kris Peeters (1962-)         | CD&V  | 28 juin 2007 – 25 juillet 2014 (7 ans et 27 jours)              | CD&V, N-VA, Sp.a | 8e                               |             |
|                    | Geert Bourgeois (1951-)      | N-VA  | 25 juillet 2014 - 2 juillet 2019 (4 ans, 11 mois et 7 jours)    | Bourgeois        | N-VA, CD&V, Open VLD             | 9e          |
|                    | Liesbeth Homans (1973-)      | N-VA  | 2 juillet - 2 octobre 2019 (3 mois)                             | Homans           | N-VA, CD&V, Open VLD             | 9e          |
|                    | Jan Jambon (1960-)           | N-VA  | 2 octobre 2019 - 30 septembre 2024 (4 ans, 11 mois et 28 jours) | Jambon           | N-VA, CD&V, Open VLD             | 10e         |
|                    | Matthias Diependaele (1979-) | N-VA  | Depuis le 30 septembre 2024 (5 mois et 13 jours)                | Diependaele      | N-VA, Vooruit, CD&V              | 11e         |